# Sůl (potravina)

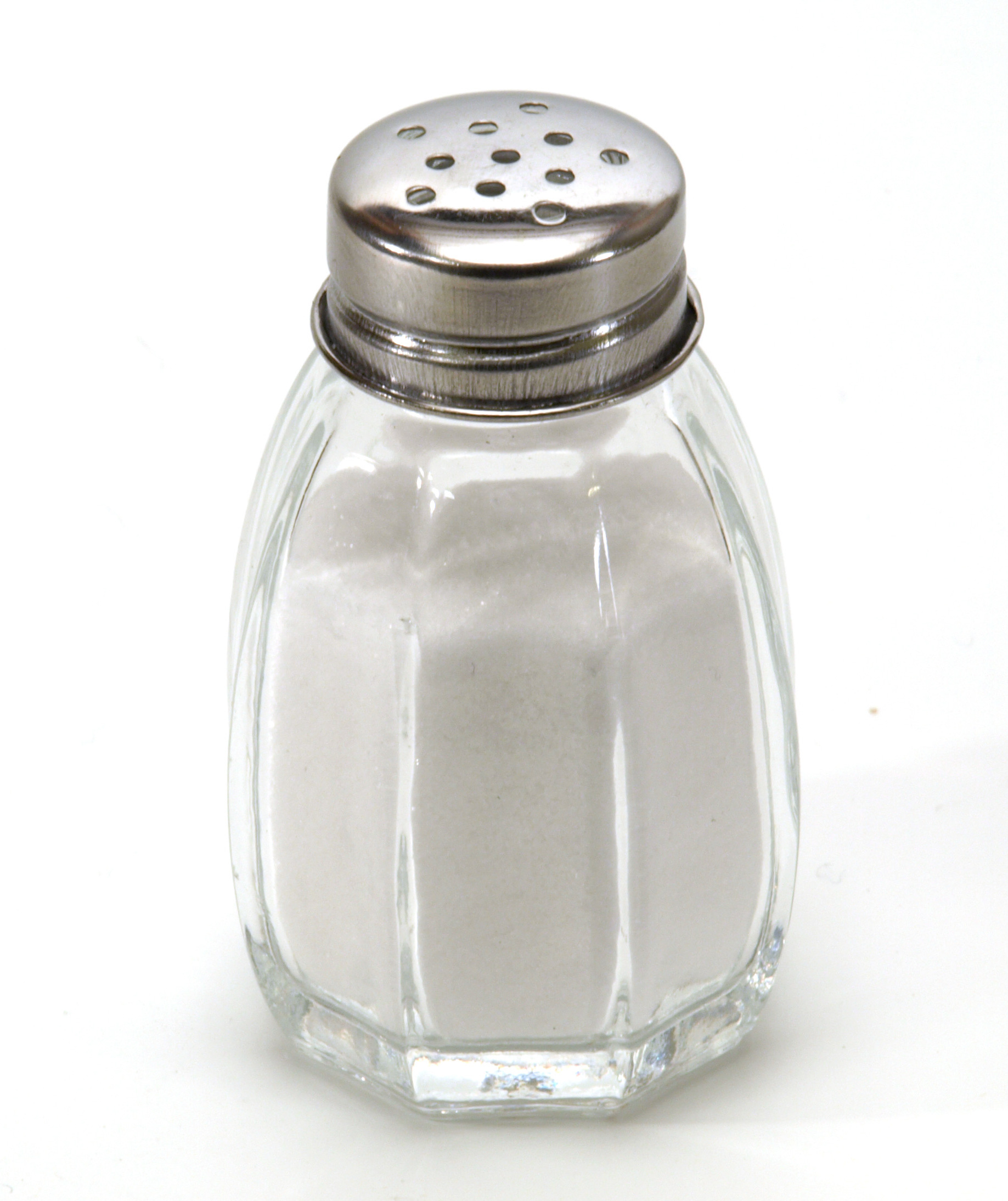
Kuchyňská sůl

Sůl či též kuchyňská sůl je jedním z nejobvyklejších dochucovadel pokrmů na světě a zároveň má v potravinářství velkou funkci jako konzervant. Základem většiny kuchyňské soli je minerál chlorid sodný v granulované podobě. Kuchyňské soli se liší podle svého původu, ta vytěžená jako hornina se nazývá halit nebo též kamenná sůl, ta získaná odpařováním mořské vody pak mořská sůl. Chlorid sodný lze ale získat i ze sladké, neboli pramenité vody, je-li bohatá na minerály. Význam soli jako potraviny vychází z toho, že slanost je jednou ze základních lidských chutí. Sůl je jedním z nejstarších a nejvíce rozšířených potravinových koření. Pozoruhodné jsou její psychologické účinky, bylo prokázáno, že dokáže učinit pro člověka poživatelným i jinak velmi nechutnou hmotu. Prosolení a nakládání do soli patří k nejstarším způsobům konzervace potravin.
Jedlá sůl bývá často jodizována, tato úprava soli se rozšířila ve 20. století, aby se zabránilo nedostatku jódu ve stravě, jež vede k chorobám jako je struma. Kuchyňská sůl též často obsahuje protispékavé látky. Zdravotní účinky soli jsou dlouholetým předmětem vědeckého výzkumu. Bylo prokázáno, že sodík je pro lidské zdraví nezbytným díky své roli elektrolytu, a právě kuchyňská sůl je nejlepším přirozeným zdrojem sodíku. Světová zdravotnická organizace doporučuje, aby dospělí konzumovali až 2000 mg sodíku denně, což odpovídá 5 gramům soli. Na druhou stranu bylo prokázáno, že nadměrná konzumace soli zvyšuje riziko kardiovaskulárních onemocnění. Záludné, podobně jako u cukru, je, že výrobci řady potravin používají sůl jako konzervant, a konzument tak získává dávku soli, aniž by ji cítil, proto bývá její konzumace ve stravě příslušníků moderní civilizace nadměrná a sůl bývá spolu s cukrem označována za jeden z "bílých jedů".
Nejstarší důkazy o zpracování soli jsou datovány do doby kolem roku 6000 př. n. l., kdy lidé žijící v oblasti dnešního Rumunska vařili pramenitou vodu, aby extrahovali soli. Přibližně do stejného období pochází nejstarší solný důl z Číny. Soli si cenili i staří Hebrejci, Řekové, Římané, Byzantinci, Chetité, Egypťané a Indové. Sůl se stala již ve starověku důležitým obchodním artiklem a dopravovala se na velké vzdálenosti po moři i po souši (solné stezky). Nedostatek a všeobecná potřeba soli vedly i k válkám. Zejména v Africe byla sůl zaznamenána i jako platidlo, v soli byli ale vypláceni například i římští legionáři (salarium argentum - odtud pochází dnešní anglické označení pro plat: salary). Chlorid sodný má krom svého využití v potravinářství a gastronomii ovšem i mimořádně široké využití v chemickém průmyslu (výroba louhu sodného, chlóru, polyvinylchloridu, plastů, papíroviny a mnoha dalších produktů), zemědělství nebo dopravě (solení namrzlých silnic). Ve starověku byla sůl používána hojně v lékařství, k léčbě otevřených ran, byla nezbytnou surovinou v koželužství. Sůl se používá v některých náboženských obřadech (ve Starém Egyptě hrála velkou roli v kultu předků a při mumifikaci). Je součástí legend, lidové slovesnosti a folklórních tradic, například bratři Grimmové v pohádce Prinzessin Mäusehaut zachytili motiv ocenění dceřiné lásky k otci hodnotou soli, na tento motiv narazila i Božena Němcová v českém a slovenském prostoru a zpracovala ho do známé pohádky Sůl nad zlato. Sůl je silnou metaforou i v Bibli (například Ježíšovo vyjádření o "soli země").